# Kleingschnaidt

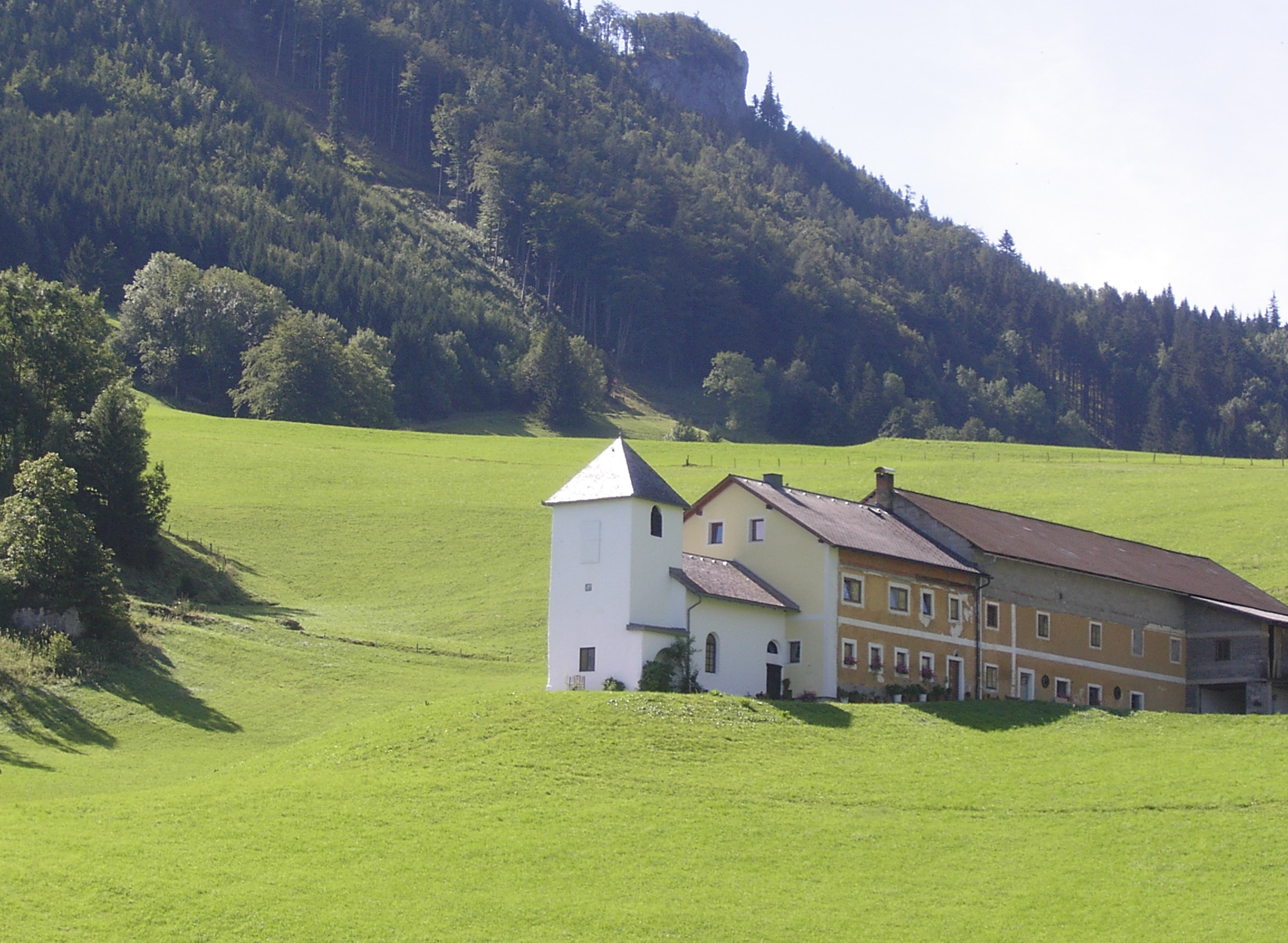
Die Zöttl-Kapelle in Großgschnaidt

Kleingschnaidt ist eine Katastralgemeinde der Marktgemeinde Gaflenz im Bezirk Steyr-Land in Oberösterreich.
Die Katastralgemeinde bildet das nördliche Gemeindegebiet von Gaflenz. Sie besteht aus den Ortsteilen Kleingschnaidt und Großgschnaidt und weist eine Fläche von knapp 1500 Hektar auf.
Nach Angaben der Volkszählung vom 1. Mai 2001 waren in Kleingschnaidt 96 Personen und in Großgschnaidt 110 Personen wohnhaft.
Zu den Sehenswürdigkeiten der Gemeinde zählt die im Ortsteil Großgschnaidt situierte „Zöttl-Kapelle“. Diese ist an ein Wohnhaus angebaut und steht unter Denkmalschutz (Listeneintrag).
Bis zum Jahr 1981 bestand in Lohnsitz (Kleingschnaidt 16) eine Volksschule, die jedoch wegen zu geringer Schülerzahl aufgelöst wurde. Grund und Gebäude wurden in der Folge an eine Tischlerei veräußert.